# Jean-Claude Sauer
Jean-Claude Sauer est un photojournaliste français né le 22 décembre 1935 à Paris 15e et mort le 10 janvier 2013 à Clamart.

## Biographie

### Photojournalisme
Jean-Claude Sauer débute dans la photographie de presse en 1957. En 1958, pour le magazine Life, il réalise une série de reportages avec Ernest Hemingway sur le duel entre deux toreros : Luis Miguel Dominguin et Antonio Ordoñez. 
Il a travaillé pour le magazine français Paris Match pendant 40 ans et a couvert tous les conflits de sa génération : guerre d'Algérie, guerre du Viêtnam où pendant trois mois en 1965, il a partagé la vie d’une compagnie de GI, le Biafra, Yémen, Afrique, Moyen-Orient. 
Il a côtoyé les grandes figures du XXe siècle : Hemingway et Picasso, César et Romy Schneider, Gunther  Sachs, Brigitte Bardot, Valéry Giscard d'Estaing. 

### Carrière sportive
En 1963, il fait équipe avec le comédien Claude Brasseur dans des compétitions de bobsleigh. Ils représentent la France aux championnats du monde de Garmisch-Partenkirchen mais sont victimes d’un violent accident,.
Passionné de courses automobiles, Jean Claude Sauer a aussi été pilote. Il participe aux 24 heures du Mans en 1966 avec Jean de Mortemart. Ils pilotent une Serenissima Spyder en catégorie prototype, mais doivent abandonner au bout de quarante tours, boîte de vitesses hors service.

### Mort
Jean-Claude Sauer meurt à 77 ans, des conséquences de son exposition à l’agent Orange utilisé pendant la guerre du Viet-Nam, le 10 janvier 2013 à Clamart.

## Publications
Liste non exhaustive
- 40 ans de photographie à Paris Match, Éditions de La Martinière, 2003  (ISBN 2-7324-2972-4)
- Images de guerre, Les trésors des archives de Paris Match, sous la direction de Roger Thérond, photos de Daniel Camus, Jean-Pierre Pedrazzini, Michel Descamps, François Pagès, Claude Azoulay, Jean-Claude Sauer, Bernard Wis et Benoit Gysembergh,  Éditions Filipacchi, 2002[3].

## Expositions
Liste non exhaustive
- 2003 : 40 ans de photographie à Paris Match, Casino Luxembourg.
- 2011 : Jean-Claude Sauer, l'été dangereux, Galerie Huit, Arles
- 2011 : Jean-Claude Sauer, l'été dangereux, Galerie Photo12 - Valérie-Anne Giscard d'Estaing, Paris[2].
- 2019 : Stars à La Plage, exposition collective, plage du Byblos, Ramatuelle[11].